# Хогарт, Мэри
Мэри Скотт Томпсон Хогарт (26 октября 1819, Эдинбург — 7 мая 1837, Лондон) — свояченица Чарльза Диккенса и сестра его супруги Кэтрин Диккенс (урождённая Хогарт). Мэри Хогарт жила один год с семьей Диккенс из 17 лет своей короткой жизни. Знаменита тем, что послужила вдохновением для многих персонажей романов Чарльза Диккенса.

## Жизнь
Мэри Хогарт родилась в семье Джорджа Хогарта (1783—1870) и Джорджины Хогарт (урождённая Томпсон 1793—1863) в городе Эдинбурге, где её отец Джордж Хогарт работал юридическим советником Уолтера Скотта. Она была третьим ребёнком и второй дочерью. Мэри Хогарт была названа в честь её бабушки. Её отец Джордж Хогарт был также музыкальным критиком, виолончелистом и композитором, который работал в журнале Edinburgh Courant. В 1830 году он основал Halifax Guardian, а в 1834 году он стал музыкальным критиком газеты The Morning Chronicle в Лондоне, а в 1835 году он стал главным редактором The Evening Chronicle. Мэри впервые встретила Чарльза Диккенса со своей сестрой Кэтрин, когда ей было 14 лет. После того, как Чарльз и Кэтрин Диккенс поженились в 1836 году, Мэри жила с ними в течение месяца в Furnival's Inn в Холборне, а с марта 1837 года она жила с ними там же на Даути Стрит, 48.

## Смерть
Мэри Хогарт внезапно умерла в доме семьи Диккенс в возрасте 17 лет, 7 мая 1837 года. Причиной смерти считается сердечная недостаточность или инсульт. Она была похоронена 13 мая на кладбище Кенсал-Грин, в Лондоне. Диккенс написал эпитафию на её надгробной плите, в которой говорится:
«Молодая, красивая, и добрая, Бог причислил её к своим ангелам в раннем возрасте семнадцати лет».
Надгробная плита включает эпитафии к её брату Джорджу и их родителям Джорджиане, умерла в 1863 году, и Джорджу, умершему в 1870 году. Спальня, где умерла Хогарт, является частью Музея Чарльза Диккенса. В результате её смерти Чарльз Диккенс пропустил даты публикации «Посмертных записок Пиквикского клуба» и «Приключений Оливера Твиста». Это был единственный случай в его жизни, когда Диккенс пропустил даты публикации. В качестве причины для пропуска даты публикации он написал, что «он потерял очень дорогого молодого родственника, к которому он был очень привязан, и чье общество долгое время было главным утешением его трудов». Диккенс носил её кольцо всю оставшуюся жизнь.

## Вдохновение для персонажей Диккенса
Мэри Хогарт считается источником вдохновения для многих персонажей Диккенса. Полагают, что она стала прообразом Роуз Мэйли в романе «Приключения Оливера Твиста», опубликованного через год после смерти Мэри (хотя Мэйли не умирает в книге). Маленькая Нелл Трент в романе «Лавка древностей» унаследовала красоту и мягкость, невинность и чистоту, черты, которые Диккенс связывал с Мэри Хогарт, и Трент тоже внезапно умирает в книге. Другие персонажи, которые, как полагают, были вдохновлены Хогарт, включают Кейт, 17-летнюю сестру Николаса Никльби, Агнес в автобиографическом романе «Дэвид Копперфильд» и Рут Пинч из «Мартина Чезлвита».